# Марковце
}}
Марковце (словац. Markovce) — село, громада в окрузі Михайлівці, Кошицький край, Словаччина. Село розташоване на висоті 114 м над рівнем моря. Населення — 810 чол. Вперше згадується в 1281 році.

## Населення
| Рік:            | 1994. | 2004.    | 2014.    | 2024.    |
| --------------- | ----- | -------- | -------- | -------- |
| Кількість осіб: | 655   | 808      | 936      | 1081     |
| Різниця:        |       | +23,35 % | +15,84 % | +15,49 % |

| Рік:            | 2023. | 2024.   |
| --------------- | ----- | ------- |
| Кількість осіб: | 1073  | 1081    |
| Різниця:        |       | +0,74 % |

## Пам'ятки
У селі є греко-католицька церква святих Петра і Павла з 1816 року в стилі бароко-класицизму та православна церква Успіння Пресвятої Богородиці з 1994 року.